# گسترش روم در ایتالیا
مقالات مرتبط: گسترش روم در آیبریا

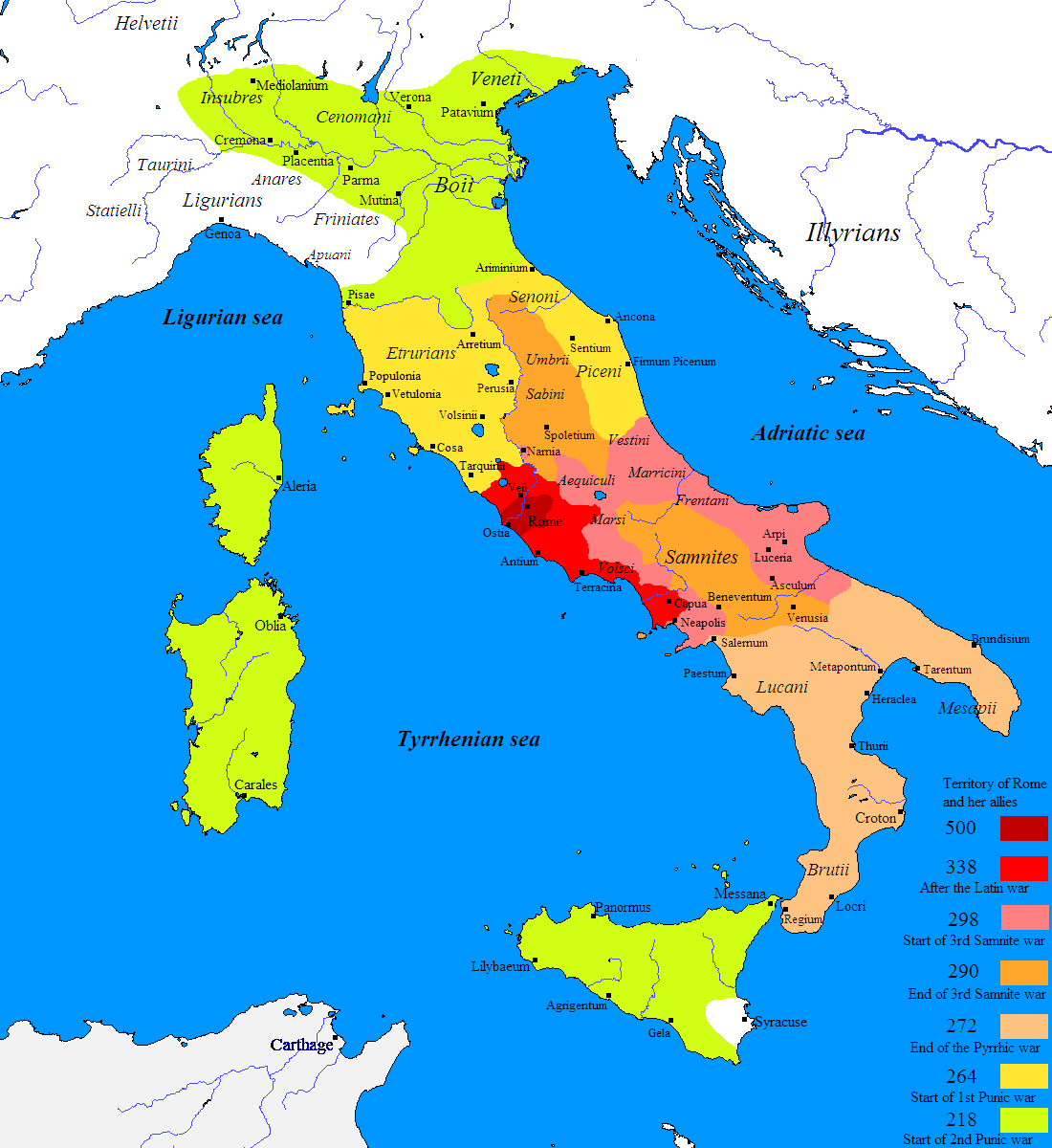
- ۱. قرمز پررنگ:گستره رم و متحدانش در ۵۰۰قبل از میلاد
- ۲. قرمز کم رنگ:گستره رم بعد از نبردهای لاتین در ۳۳۸ قبل از میلاد
- ۳. صورتی:گستره رم در شروع نبردهای سوم سمنایت در ۲۹۸ قبل از میلاد
- ۴. نارنجی:گستره رم پس از پایان نبردهای سوم سمنایت در ۲۹۰ قبل از میلاد
- ۵. کرمی:گستره رم پس از پایان نبردهای پیرهیک در ۲۷۲ قبل از میلاد
- ۶. زرد:گستره رم در شروع نبردهای پونیک در ۲۶۴ قبل از میلاد
- ۷. سبز:گستره رم پس از نبدهای پونیک در ۲۱۸ قبل از میلاد

گسترش روم در سرزمین ایتالیا مجموعه ای از درگیری‌ها و کشمکش‌هایی است که بین رومی‌ها و سایر اقوام ایتالیا به وجود آمد و موجب شد که رُم که یک شهر کوچک در ایتالیا بود مبدل به فرمانروای این شبه جزیره بشود. اولین جنگ رومی علیه سابین‌ها بود و اولین فتوحات این قوم در نزدیکیهای تپه‌های آلبان و پایینتر از منطقه لاتیوم به دست آمد که این دست‌آوردها را به پادشاهان رومی نسبت می‌دهند. سقوط آخرین پادشاه رومی باعث جنگهای بعدی بین رومی‌ها و اتروسک‌ها شد چرا که شاهان رومی از این قوم انتخاب شده و دارای حمایت از جانب آنها بودند. در خلال سال ۳۹۰ قبل میلاد، گالها از شمال ایتالیا وارد شده و روم را غارت کردند. در نیمه دوم قرن چهارم پیش از میلاد، رومی‌ها بارها با سامنایت‌ها، که یک ائتلاف قبیله ای قدرتمند در منطقه آپنین بود، درگیر شدند که به پیروزی رومیها انجامید. با پایان این جنگ‌ها، روم به قدرتمندترین ایالت مرکزی ایتالیا تبدیل شد و گسترش آن به شمال و جنوب آغاز گردید. آخرین تهدید روم زمانی بود که پادشاه تارنتوم (شهری در جنوب ایتالیا) از پادشاه اپیروس در خواست کمک کرد که منجر به شکل‌گیری جنگ پیروزی شد و در نهایت ایتالیا تحت سلطه کامل روم درآمد. جنگ‌های پونیک نبرد بعدی رومی‌ها بود که این مردمان را برای اولین بار برای جنگیدن به خارج از ایتالیا کشاند.

## پس زمینه

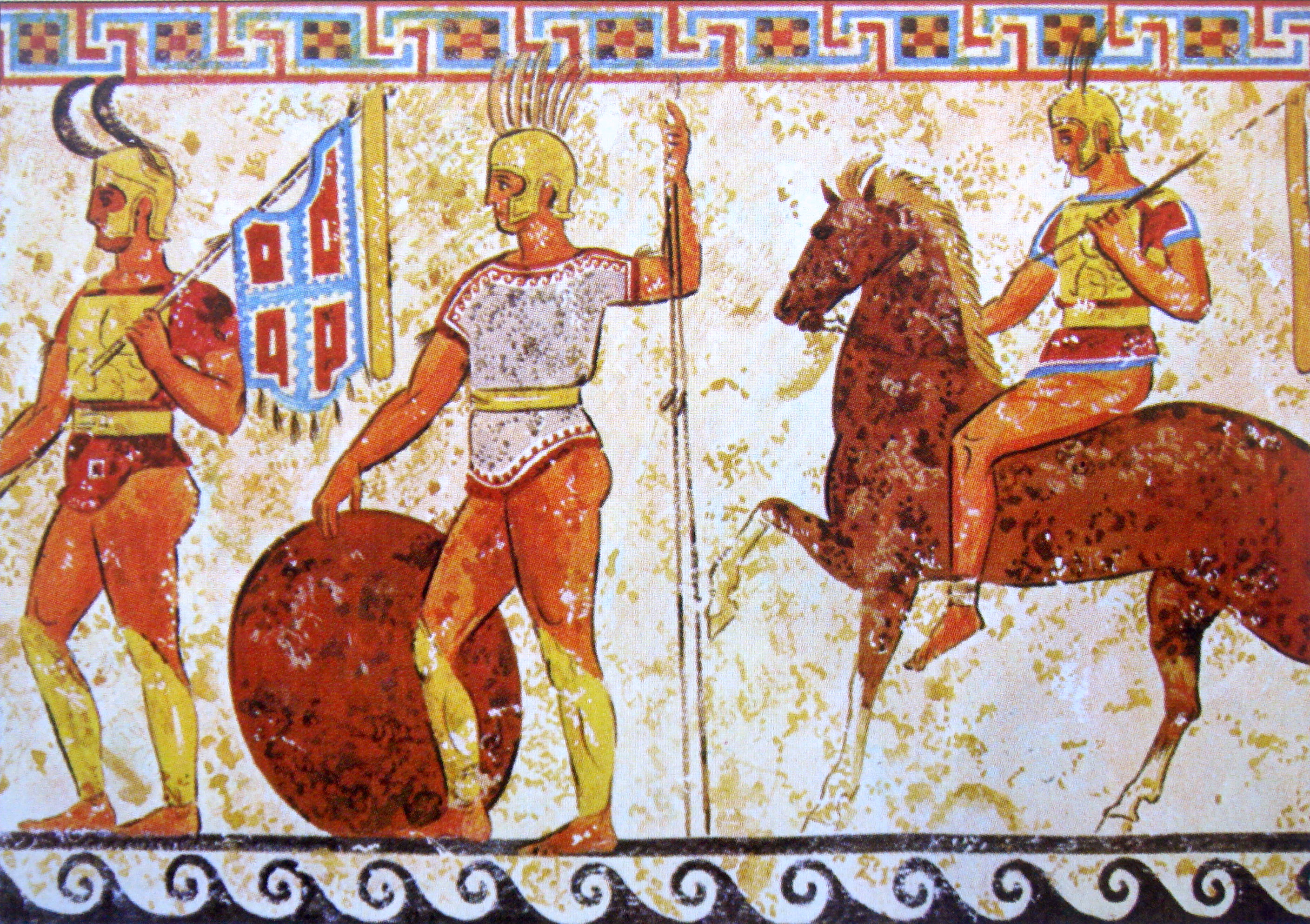
پیاده‌نظام و سواره نظام سمنایت، نقاشی آبرنگی از کتیبه آرامگاه در نولا، قرن ۴ قبل از میلاد

نام‌های مردمان باستانی بومی ایتالیا نشان دهنده وجود جمعیت‌های گوناگونی است که در عصر آهن و قبل از گسترش رومیان و تسخیر ایتالیا در شبه جزیره ایتالیا ساکن شده‌اند. بسیاری از نام‌ها یا اختراعات علمی هستند یا نام‌های معمول هستند که توسط نویسندگان باستانی آثار به زبان یونانی و لاتین باستان استفاده شده‌اند.
با توجه به نام‌های خاص قبایل و مردم ایتالیای باستانی، دوره زمانی که در آن مورخان نام‌های منسوب تاریخی مردم ایتالیای باستان را ذکر می‌کنند، بیشتر در حدود ۷۵۰ سال قبل از میلاد (در پایه‌گذاری افسانه‌ای روم) تا حدود ۲۰۰ سال است. این نام‌ها بیشتر در دوره میانی جمهوری روم دیده می‌شود تا زمانی که کل ایتالیا به دست رومیان افتاد.
تقریباً همه این مردمان و قبایل کم وبیش به زبان‌های هندواروپایی صحبت می‌کردند: ایتالیایی‌ها، سلتها، یونانیان باستان، و قبایلی که احتمالاً موقعیت‌های میانی مختلفی را بین این گروه‌های زبانی اشغال می‌کردند. از سوی دیگر، برخی از مردم ایتالیا (مانند رائتی‌ها، کامونی‌ها، اتروسک‌ها) احتمالاً به زبان‌های غیر هند و اروپایی صحبت می‌کردند. علاوه بر این، مردمانی که به زبان‌های خانواده آفریقایی-آسیایی صحبت می‌کنند، به ویژه فنیقی‌ها و کارتاژی‌های عمدتاً سامی، در برخی از مناطق ساحلی ایتالیا (به ویژه در جزیره سیسیل در غرب و جنوب ساردینیا) ساکن بودند و مستعمراتی ایجاد کرده بودند.
برخی از محققان معتقدند که بسیاری از مردمان به زبان‌های غیر هند و اروپایی صحبت می‌کردند. برخی از آن‌ها پیش هندواروپایی یا دیرینه‌اروپایی بودند، در حالی که برخی دیگر نزدیک به هند و اروپایی (یعنی هر چیزی که دارای مولفه‌های ترکیبی بین هند و اروپایی و غیرهندواروپایی است) بودند.

## گسترش روم در سرزمین‌های لاتینی (۷۵۳–۳۴۱ قبل از میلاد)

ایتالیا در سال ۴۰۰ قبل از میلاد
- اقوام سلتی به رنگ قهوه ای در شمال
- آمبریا به رنگ آبی
- اتروسک‌ها به رنگ قرمز
- سمنایت‌ها به رنگ سبز پر رنگ
- گستره رم و متحدان به رنگ نارنجی
- کارتاژی‌ها به رنگ بنفش
- یونانی‌ها به رنگ زرد
- ساردینیایی‌ها سبز کم رنگ
- سایر اقوام به رنگ سبز فسفری

کهن‌ترین تاریخ ثبت شده روم از زمان تأسیس رم به عنوان یک دهکده قبیله ای کوچک تا پایان عصر سلطنتی تا سقوط پادشاهان روم به کمترین میزان حفظ شده‌است و اکثراً از میان رفته‌اند. اگرچه لیوی، مورخ رومی، در اثر خود از پیدایش روم مجموعه‌ای از هفت پادشاه روم باستانی را فهرست می‌کند، از اولین استقرار در شهر تا سال‌های ابتدایی حکومت چهار «پادشاه» اول (رومولوس، نوما پومپیلیوس، تولوس هوستیلیوس و آنکوس مارتیوس).
مورخان فرض می‌کنند که قبل از استقرار حکومت اتروسک‌ها بر روم تحت رهبری تارکینیوس پریسکوس، پنجمین پادشاه سنتی روم، رم توسط نوعی اقتدار مذهبی رهبری می‌شد.
طبق تاریخ لیوی، رومولوس پس از تأسیس شهر، یکی از هفت تپه رم یعنی تپه پالاتین را مستحکم کرد و لیوی ادعا می‌کند که اندکی پس از تأسیس آن، رم «از نظر قدرت نظامی با هر یک از شهرهای نزدیک برابری می‌کرد».
تحت حکومت پادشاهان اتروسکیایی تارکینیوس پریسکوس، سرویوس تولیوس و تارکینیوس سوپرباس، روم در جهت شمال غربی گسترش یافت و پس از انقضای معاهده ای که به جنگ قبلی پایان داده بود، علیه وینتانی‌ها (شمال شرقی تیبر) اعلام جنگ داد. تارکینیوس پریسکوس با سابین‌ها جنگید (در حدود ۵۸۵/۵۸۴ قبل از میلاد)، و جانشین او سرویوس تولیوس نیز بعدها راه او را ادامه داد.
دوباره پریسکوس بر لاتین‌ها و اتروسک‌ها (در ۱ آوریل ۵۸۸/۵۸۷ قبل از میلاد) پیروز شد (او شهرهای کورنیکولوم (Corniculum) و کولاتیا (Collatia) را از دولت روم خرید). سرویوس تولیوس نیز بر اتروسک‌ها پیروز شد (در ۲۵ نوامبر ۵۷۱/۵۷۰ قبل از میلاد و در ۲۵ مه ۵۶۷/۵۶۶ قبل از میلاد). و سرانجام استرابون می‌نویسد که تارکینیوس پریسکوس همیشه شهرهای متعددی از آکی را پس از اشغال ویران می‌ساخت. آخرین پادشاه رم، تارکینیوس سوپرباس، اولین کسی بود که با ولسی‌ها مبارزه کرد و سپس شهرهای متعددی از لاتیوم وتوس را تحت سلطه خود درآورد و در نهایت با اتروسک‌ها صلح کرد. سرانجام پادشاهان اتروسک در شرایطی که قدرت اتروسک‌ها در منطقه در همان دوره از دست رفته بود، سرنگون شدند، و روم، که دارایی‌هایش از ۱۵ مایلی شهر فراتر نمی‌رفت، به شکل یک جمهوری تغییر ساختار داد.
در آغاز این مرحله تاریخی جدید (دوران جمهوری)، همسایگان روم شامل شهرها یا روستاهای لاتین، با ساختار قبیله ای شبیه به روم، یا حتی قبایل سابین در تپه‌های آپنین مجاور بودند. به تدریج روم هم سابین‌ها و هم شهرهای محلی را که یا توسط اتروسک‌ها دست نشانده شده بودند یا شهرهای لاتین که مانند روم خود را از شر حاکمان اتروسکی خلاص کرده بودند، شکست داد. روم در نبرد دریاچه رژیلوس (۴۹۶ قبل از میلاد)، لاوینی‌ها و توسکولی‌ها را شکست داد، و در سال ۴۴۹ پیش از میلاد در نبردهایی که ناشناخته است، سابین‌ها را شکست داد سپس آئکی‌ها و ولسی‌ها را در نبرد کوه آلگیدوس در سال ۴۵۸ پیش از میلاد و در نبرد با کوربیو در سال ۴۴۶ قبل از میلاد و در ادامه ولسکی‌ها را در نبرد کوربیونه و در فتح آنزیو در سال ۳۷۷ پیش از میلاد، آئورونچیها در نبرد آریچیا؛ پس از این سلسله جنگ‌ها رومی‌ها در نهایت توسط وینتانی‌ها در نبرد کرمرا (cremera) شکست خوردند (در ۴۷۷ قبل از میلاد). این شکست در خلال فتح فیدن در سال ۴۳۵ قبل از میلاد و در جنگ‌هایی که منجر به فتح وی (Veii) در سال ۳۹۶ قبل از میلاد شد رخ داد. هنگامی که وینتانی‌ها شکست خوردند، رومی‌ها عملاً تسخیر همسایگان اتروسکی خود را تکمیل کردند، و در همان زمان، موقعیت خود را در برابر تهدید جدید ایجاد شده توسط مردم قبیله ای تپه‌های آپنین مستحکم کردند.
با این حال، رم هنوز تنها یک منطقه بسیار کوچک را کنترل می‌کرد و تجارت آن نقشی جزئی در کل بافت شبه جزیره ایتالیا ایفا می‌کرد: برای مثال، بقایای حکومت وی (Veii)، که امروزه کاملاً در حومه رم مدرن قرار دارد، مورد توجه یونانیان، حاملان فرهنگ پیشرو آن زمان قرار گرفت. بخش عمده ای از ایتالیا هنوز در دست سایر لاتین‌ها، سابین‌ها، سامنیت‌ها و دیگر مردمان ایتالیای مرکزی، استعمارگران یونانی‌تبار (Magna Graecia poleis)، و به ویژه، مردم سلتیک شمال ایتالیا، از جمله گال‌ها، باقی مانده بود.
در آن زمان، تمدن سلتی پر جنب و جوش، در حال گسترش نظامی و توسعه سرزمینی بود، با پیشرفتی که اگرچه فاقد انسجام بود، اما بخش زیادی از قاره اروپا را دربر گرفت. دقیقاً به دست سلت‌های گال بود که روم شکستی تحقیرآمیز را متحمل شد که به دنبال آن عقبگردی بر پیشرفت آن تحمیل گردید: به طوری که داغ آن شکست عمیقاً در ضمیر و خاطره آینده روم حک شد. از ۳۹۰ قبل از میلاد، بسیاری از قبایل گالی شروع به حملات گسترده به ایتالیا از ناحیه شمال کرده بودند، در حالی که رومی‌ها فقط سناریویی مبنی بر تدارکات دفاعی کوچک محلی را طراحی کرده بودند. یک قبیله جنگجو به نام سنون‌ها، که از شمال به استان سینا (Siena) در سرزمین اتروسک‌ها حمله کردند و به شهر کلوزیوم (چیوسی)،که نه چندان دور از حوزه نفوذ روم بود یورش بردند. ساکنان چیوسی که از قدرت دشمنان خود ترسیده بودند و دشمنانشان از نظر تعداد و درندگی از آنها برتر بودند به ناچار از روم کمک خواستند. تقریباً ناخواسته رومیان نه تنها خود را در تضاد با سنونها یافتند، بلکه مبدل به هدف اصلی آنها شدند. رومی‌ها در نبرد آلیا در حدود سال‌های ۳۹۰–۳۸۷ قبل از میلاد با سنون‌ها درگیر شدند. گال‌ها به سردستگی رهبر برنوس، ارتش رومی متشکل از ۱۵۰۰۰ سرباز را شکست دادند و فراریان را مستقیماً به سمت شهر تعقیب کردند، که قبل از بیرون راندن شهر را به صورت جزئی اما تحقیرآمیز غارت کردند. در نهایت گال‌ها با پرداخت باج متقاعد به ترک شهر شدند.

## برقراریهژمونیدر ایتالیای جنوبی و مرکزی (۲۶۴–۳۴۳ قبل از میلاد)
پس از اندکی از غارت رم، رومی‌ها تجدید قوا کرده و آماده گسترش حوضه نفوذ در ایتالیا گشتند.

### ایتالیای مرکزی
سامنیت‌ها به اندازه رومیان جنگجو و ثروتمند بودند و در سناریوی بومی خود قصد داشتند در سرزمین‌های نزدیک در دشت‌های حاصلخیز ایتالیایی در مجاورت روم گسترش یابند. جنگ اول سامنیت‌ها، بین سال‌های ۳۴۳ و ۳۴۱ قبل از میلاد، به دنبال یورش گسترده سامنیت‌ها به قلمرو روم، با نبرد کوه گاوروس (battle of Mount Gaurus) (342 قبل از میلاد) و نبرد سوسولا (battle of Suessula) (341 قبل از میلاد) آغاز شد. رومی‌ها سامنیت‌ها را شکست دادند، اما به دلیل شورش بسیاری از متحدان لاتین در یک درگیری معروف به جنگ لاتین، بدون اینکه بتوانند از موفقیت به دست آمده به‌طور کامل استفاده کنند، مجبور به عقب‌نشینی از جنگ شدند.
در حدود سال ۳۴۰ قبل از میلاد، رم در دو جپهه درگیر جنگ شده بود سمنیت‌ها و شهرهای لاتین تبار شورشی. سرانجام لاتین‌ها در نبرد وزوویوس (battle of Vesuvius) و بار دیگر در نبرد تریفانوم (battle of Trifanum) شکست خوردند و پس از آن مجبور شدند تسلیم قدرت روم شوند.و بدین ترتیب جنگ سمنتیت اول اتمام یافت.
پس از چندی، جنگ دوم سمنیت‌ها (۳۰۴–۳۲۷قبل از میلاد) آغاز شد که چالشی طولانی‌تر و جدی تر برای هر دو طرف به حساب می‌آمد چرا که شامل ۲۰ سال اعلام جنگ و ۲۴ نبرد جدی و تلفات شدید می‌شد. نواحی مختلف در خلال جنگ مثل شهر ناپل (naples) دست به دست می‌شد و پیروزی و شکست گاه و بی گاه برای طرفین رخ می‌داد. سرانجام سرنوشت جنگ‌ها در نبرد بوویانوم (Bovianum) در ۳۰۵ قبل از میلاد به نفع روم تغییر اساسی کرد و سمنیت‌ها تسلیم مذاکرات صلح شدند. پس از توافق صلح در ۳۰۴ قبل از میلاد روم سرزمین‌ها ی فراوانی را به جمهوری الحاق کرد و مستعمراتی هم در سرزمینهای سمنیت ایجاد شد.
اما صلح دوام چندانی نداشت و هفت سال بعد، در حالی که اوضاع برای رومی‌ها آرام به نظر می‌رسید، سمنیت‌ها دوباره متحد شدند و جنگ سوم سمنیت‌ها آغاز گردید که در طی آن در نبرد کامرینوم (Camerinum) رومی‌ها شکست خوردند. در این بین سمنیت‌ها سعی کردند با تمام دشمنان روم در شبه جزیره ایتالیا همکاری کنند تا از اعمال نفوذ گسترده جمهوری در تمام ایتالیای مرکزی و جنوبی جلوگیری کنند. بدین ترتیب در سال ۲۹۵ قبل از میلاد جمهوری روم با سپاهی متحد و متشکل از گال‌ها، سمنیت‌ها، اتروسک‌ها و آمبری روبرو شد. اما در طی زد و خوردهایی که درگرفت جمهوری به پیروزی قطعی رسید و نشان داد که در مرکز شبه جزیره قدرتی را یارای مقابله با او نیست. علاقه برای نبرد و تصرف سرزمین در این نبردها مختص طبقه اشرافی مثل خاندان کلودیا نبود و این اشتیاق شامل تمام پاتریسین‌ها و پلبی‌ها می‌شد.
بنابر این میل به گسترش در جنوب ایالیا در جمهوری ایجاد شد اما اینبار در جنوب وجود تمدن بزرگ یونان یا مگنا گرائسیا (magna graecia) با منافع بزرگ اقتصادی و سازمان‌های سیاسی و پشتیبانی نظامی گسترده راه جمهوری را کندتر می‌کرد.

### ایتالیای جنوبی
مقاله‌های مرتبط: گرائسیا مگنا، یونان باستان، تاریخ باستان، پادشاهی اپیروس

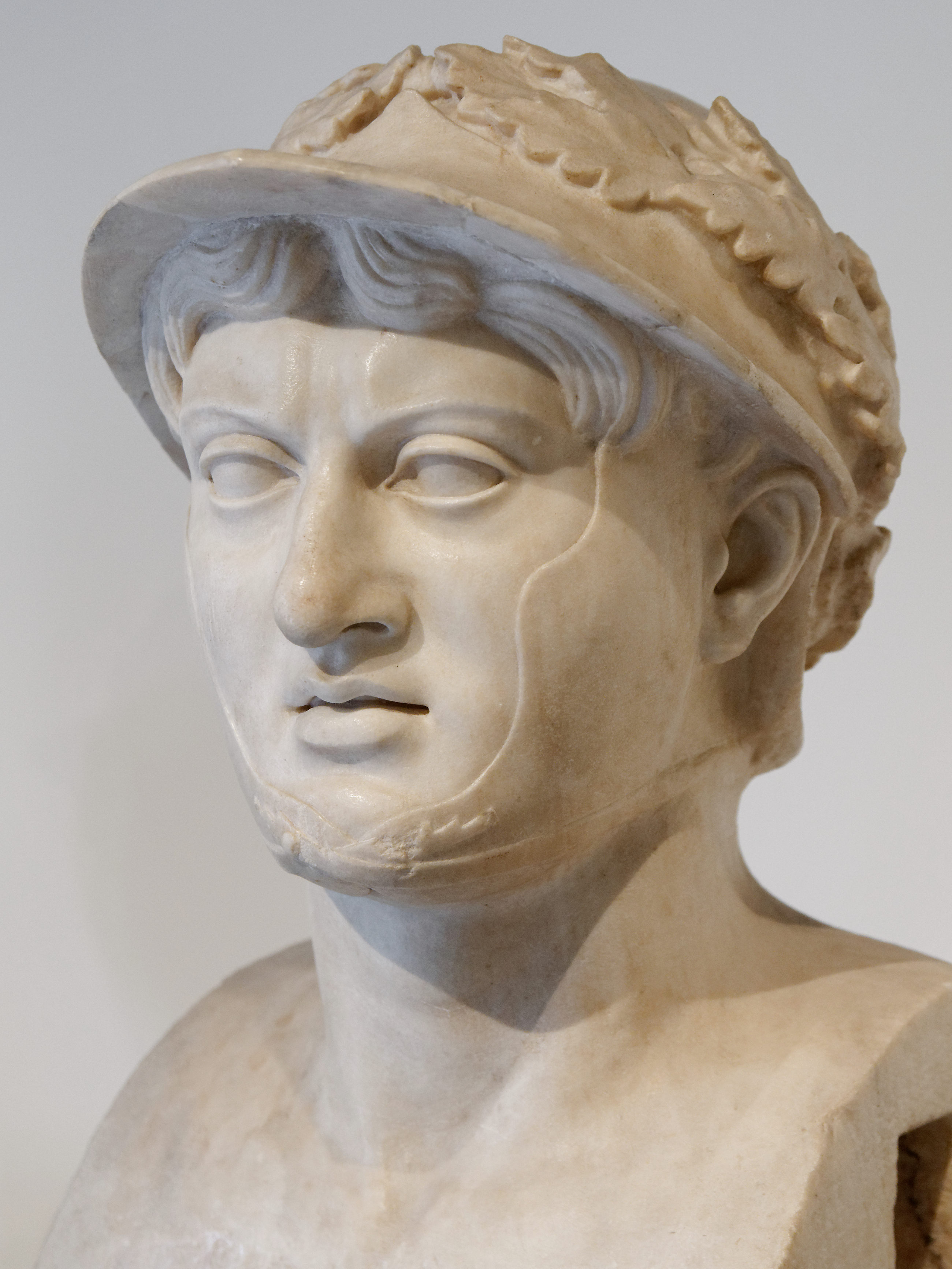
مجسمه شاه پیرهوس از اپیروس در موزه باستانشناسی ناپل

با آغاز قرن سوم قبل از میلاد جمهوری روم مبدل به قدرتی منطقه ای در شبه جزیره شده بود اما تا این زمان هنوز هیچ تماس جدی با قدرت‌های نزدیک آن زمان یعنی کارتاژها و مستعمرات یونانی نداشت، ناگفته نماند که کلونی‌های یونانی‌تبار مراودات زیادی با سمنیت‌ها داشتند و در مواقعی با آنان پیمان‌های تجاری و دفاعی می‌بستند.
از سکه‌هایی که در منطقه کامپانیای جمهوری روم بدست آمده می‌توان فهمید که حداقل روابط تجاری محدودی بین روم و کلونی‌های یونانی وجود داشت اما اطلاعات چندانی در این رابطه در دست نیست.
البته این قراردادهای تجاری می‌تواند در نتیجه جنگ‌های روم-سمنیت بوجود آمده باشد اما هرگز نمی‌توانست پاسخگوی نیازهای جمعیت روستایی جمهوری روم برای منافع کشاورزی باشد بنابراین می‌توان علاقه توسعه روم به سمت سرزمین‌های جنوبی را اینگونه توجیه کرد.
پیرهوس در سال ۲۸۰ قبل از میلاد به سرزمین‌های رومی یورش برد و در طی این تهاجم اکثر مستعمرات یونانی و همچنین بقایای سمنیت‌ها او را یاری نمودند و در ابتدای یورش، پیروزی‌هایی را علیه رومیان بدست آوردند. پس از مدتی زد و خورد پیرهوس به این نتیجه رسید که توانایی حفاظت از دست‌آوردهایش در ایتالیا را ندارد بنابراین به سمت آپولونیا در اپیروس عقب‌نشینی کرد، در طی این اقدام مگنا گرائسیا و متحدانش در برابر جمهوری روم تنها ماندند و لژیون‌های رومی به سمت جنوب حرکت کردند و تحت پیمان فوئدرا (foedera) نواحی مختلف مگنا کرائسیا را تقسیم نموده و تحت انقیاد و کنترل غیر مستقیم خود درآوردند.

## تصرفات در طینبردهای پونیک(۲۶۴–۱۳۳ قبل از میلاد)
مقاله‌های مرتبط: کارتاژ، فنیقیه، سیسیلی، تونس
جمهوری روم پس از تصرف شبه جزیره ایتالیا و بدست آوردن شهرت نظامی برای لژیون‌هایش، برای یورش به نواحی خارج از ایتالیا نیز خیز برداشت. کوه‌های آلپ در نواحی شمال همچون دیوار حائلی میان روم و گال‌ها عمل می‌کرد و میل برای گسترش در سرزمین‌های جنوبی به خصوص سیسیل ایجاد گشت، جایی که باعث بوجود آمدن نبردهای سهمگین پونیک شد. چرا که کارتاژها در این نواحی استحکامات و قدرت نظامی خود را مستقر کرده بودند.

#### سیسالپین گال

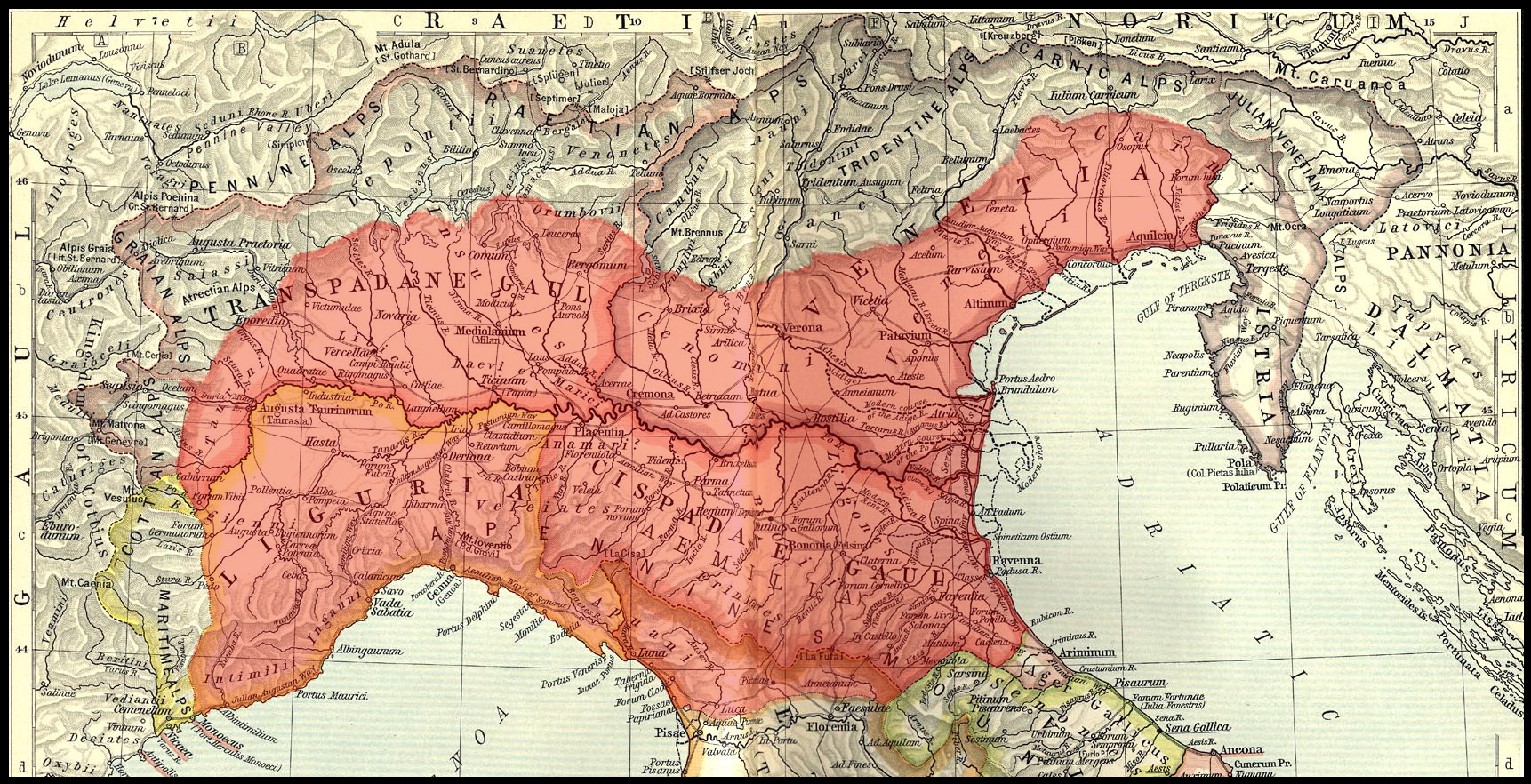
نقشه تصرفات سیسالپین گال در شمال ایتالیا در اوایل قرن اول قبل از میلاد.

لژیون‌های رومی اندکی قبل از شروع نبردهای پونیک از رودخانه پو عبور کرده و قسمت‌های کوچکی را از سیسالپین تصرف کرده بود. تا اینکه در سال ۲۲۲ قبل از میلاد در خلال جنگ کلاستیدیوم (battle of Clastidium) لژیون‌های روم توانستند پایتخت قبیله اینسوبری یعنی مدیولانیوم (میلان امروزی) را تصرف کنند.
برای تحکیم دست‌آوردهای خود، جمهوری روم شروع به کلونیزه کردن این ناحیه با نام کرمونا (Cremona) و نواحی مجاور در قلمرو قبیله بویی (boii) تحت نام پیاچنزا (Piacenza) کرد. این کار باعث ایجاد نفرت میان سایر قبایل باقی مانده گال در آلپ شد که در نهایت موقع یورش هانیبال به ایتالیا این قبایل نیز دست به شورش زدند.
در خلال نبردهای دوم پونیک (۲۲۲–۲۰۰ قبل از میلاد) روم ابتدا سرزمین‌های شمال آپنین و سپس ونتی (veneti) در نزدیکی شهر ونیز امروزی را تصرف و به نواحی قبیله لیگوریا (liguria) یورش برد. و اینچنین سیسالپین به صورت کامل به تصرف روم درآمد.
در سال ۲۰۰ قبل از میلاد گال‌ها در طی شورش خود کلونی پیاچنزا را تسخیر کردند و کلونی کرمونا به خطر افتاد. با رد هرگونه مصالحه، جمهوری روم مشت آهنین خود را به گال‌ها نشان داد. در ۱۹۶ قبل از میلاد پوبلیوس کورنلیوس اسکیپیو ناسیکا، اینسوبری‌ها را شکست داد و در ۱۹۱ قبل ای میلاد بویی‌ها که پیاچنزا و ریمینی دار در اختیار داشتند سرکوب شدند. پس از عبور لژیون‌های کورنلیوس از رودخانه پو اوضاع رو به آرامی نهاد و قبایل سنومانی و ونتی به این نتیجه رسیدند که روم تنها قدرت قابل اتکا در منطقه است به این ترتیب روم قدرت سیسالپین را در دست گرفت. در ۱۸۱ قبل از میلاد در شمال شرقی سیسالپین کلونی جدید آکویلیا (Aquileia) نیز تأسیس شد.
در ۱۷۷ قبل از میلاد ایستریا و ۱۷۵ قبل از میلاد لیگوریا به‌طور کامل به انضمام روم درآمد.
چند دهه بعد پوبلیوس تأکید می‌کند که جمعیت سلتیک در دره پو با کاهش جمعیت مواجه بوده این می‌تواند به دلیل تبعیض، برده‌گیری و کشتار سلتی‌ها به دست رومیان بوده باشد.

#### مگنا گرائسیا
مقاله‌های مرتبط: سیسیلی رومی
مگنا گرائسیا استانی بود که جنوب ایتالیا و سیسیل را شامل می‌شد.
جزیره سیسیلی در دوره اول نبردهای پونی به دست رومیان افتاد. تا سال ۲۱۲ فقط شهر سیراکیوز در سیسیل مستقل مانده بود که آنهم به خاطر حکومت شاه هیرو دوم بود که متحد روم به‌شمار می‌رفت.
هر چند بعدها نوه او هیرونیموس با هانیبال متحد شد و باعث گردید شهر به محاصره رومی‌ها درآید که در سال ۲۱۲ قبل از میلاد سقوط کرد.
در سال ۲۰۵ قبل از میلاد و پس از فرار هانیبال تقریباً تمام استان به دست رومیان افتاد.
ایجاد کلونی‌های جدید رومی (civium romanorum) عنصر اصلی برنامه کنترل سرزمینی جدید بودند که از ۱۹۷ قبل از میلاد شروع شد. در سال ۱۹۴ قبل از میلاد، پادگان‌های رومی با ۳۰۰ سرباز کارکشته در سالرنوم (Salernum)، پوتئولی (Puteoli) لیترنوم (Liternum) وولتورنوم (Volturnum)، بوکسنتوم (Buxentum) و در سیپونتوم (Sipontum) در دریای آدریاتیک تأسیس شدند. این شیوه در قلمرو برتی (Brettii) نیز تکرار شد. در سال ۱۹۴ قبل از میلاد مستعمرات رومی کروتون و تمپسا و به دنبال آن مستعمرات لاتین کوپیا (۱۹۳ قبل از میلاد) و والنتیا (۱۹۲ قبل از میلاد) تأسیس شدند.